# Eryngium amethystinum
La calcatreppola ametistina (Eryngium amethystinum [L., 1753) è una pianta erbacea perenne dai fiori a forma di stella, molto spinosa e dal colore azzurro-violetto appartenente alla famiglia delle Apiacee.

## Etimologia
Il nome del genere (“Eryngium”) fa probabilmente riferimento alla parola che ricorda il riccio: “erinaceus” (in particolare dal greco “erungion” = “eringio”); ma potrebbe anche derivare da “eruma” (= difesa), in riferimento alle foglie spinose delle piante di questo genere.
Il nome della specie deriva dal particolare colore bluastro-violetto dell'infiorescenza.

## Descrizione
La forma biologica della pianta è emicriptofita scaposa (H scap): si tratta quindi di una pianta perennante tramite gemme situate sul terreno e con asse fiorale più o meno privo di foglie.

### Radici
La radice è del tipo a fittone.

### Fusto
Il fusto è eretto ed ascendente, ad andamento zigzagante, glabro e striato tendente all'azzurro – violetto nella parte apicale (mentre alla base tende al verde scuro) e può arrivare fino a 70 cm di altezza. Alla base inoltre, negl'individui più sviluppati, il fusto può essere legnoso, mentre in alto è ramificato a pannocchia; alla fine di ogni rametto è presente il capolino fiorale.

### Foglie
Le foglie sono in genere coriacee con un breve picciolo.
- Foglie basali: le foglie basali sono provviste di guaina (dilatazione fogliare che avvolge il fusto in sostituzione/proseguimento del picciolo); la rachide è inoltre solcata da piccoli canali (costolature cilindriche = canalicolata). Le foglie sono 2 – 3 pennatosette (foglie divise sino al nervo mediano in 5 o 6 lobi non più larghi di 3 mm, a loro volta ogni lobo può essere ancora diviso in più segmenti, segmenti che a loro volta possono ulteriormente essere divisi) la fine di ogni lobo termina con una spina.
- Foglie cauline: le foglie cauline sono più ridotte (meno suddivise in lobi e più piccole) e terminano anch'esse con bordi spinosi dalle punte di 3 mm rigide ed acute. Anche nelle foglie cauline è presente una guaina larga fino a 8 mm.

### Infiorescenza

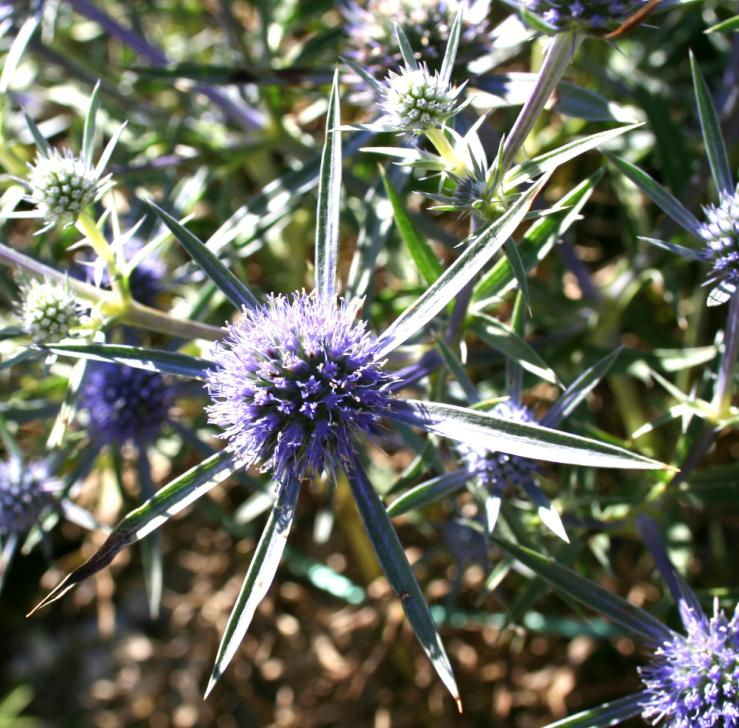
Infiorescenza ad ombrella con capolini ovoidi e brattee lineari pungenti

L'infiorescenza è composta da ombrelle contratte in capolini di forma ovoide di un cm. L'involucro è formato da lunghe brattee (larghe 3 mm e lunghe 40 mm; in numero di 5 - 9) di colore violetto, lineari e pungenti. Le bratteole dell'involucretto (a protezione di ogni singolo fiore) sono tri - forcate (solamente quelle esterne) e a disposizione embricata.

### Fiori
I fiori sono ermafroditi, attinomorfi, pentameri e molto piccoli (attorno ai 2 mm)
- Calice: calice con 5 sepali da 1,5 – 2 mm.
- Corolla: corolla con 5 petali quasi inesistenti, i fiori sono praticamente apetali
- Androceo: gli stami sono 5.
- Gineceo: l'ovario è infero e bicarpellare. Gli stili sono 2 divergenti; entrambi sono inseriti alla base in un ingrossamento (stilopodio) che rimane nel frutto.
- Fioritura: da giugno ad agosto.
- Impollinazione: tramite insetti divario tipo.

### Frutti
Il frutto è di tipo achenio spinescente di circa 5 mm.

## Distribuzione e habitat
- Geoelemento: il tipo corologico è NE-Medit.  (stenomediterraneo) relativo quindi al Mediterraneo orientale del nord, zone montane.
- Distribuzione: in Italia è una specie comune in tutta la penisola (esclusa la Sardegna e la Valle d'Aosta).
- Habitat: si trova nei prati magri e pascoli aridi e poveri, zone sassose e assolate. Preferisce suoli ricchi di calcio.
- Distribuzione altitudinale: dal piano a 1600 m s.l.m..

## Tassonomia
Il genere Eryngium comprende oltre cinquanta specie, alcune delle quali (una dozzina) appartengono alla flora italiana.

Nelle classificazioni più vecchie la famiglia del genere Eryngium è chiamata Ombrelliferae o anche Umbelliferae.

### Variabilità
Per questa specie la variabilità maggiore è data dall'aspetto delle foglie basali.
Una variante interessante è diffusa in Sicilia (e nel bacino del Mediterraneo meridionale):
- Eryngium amethystinum L. var. siculum Lojac. ex Ross (sinonimi = E.  multifidum Guss., Ten. non Lam.; = E. dilatatum Auct. Ital. non Lam.): presenta delle spine anche sul picciolo delle foglie, mentre le lamine nella parte inferiore sono relativamente indivise.

### Sinonimi
Per questa specie sono indicati i seguenti sinonimi:
- Eryngium glomeratum Lam. (1798)
- Eryngium multifidum Sibth. & Sm.

### Specie simili
- Eryngium campestre L. – Calcatreppola campestre, Bocca di ciucco: è molto simile alla nostra pianta e vive nelle stesse zone. Si differenzia soprattutto per il colore delle ombrelle che non è azzurro ma verde - glauco e per la presenza sul picciolo delle foglie cauline di 2 lacinie spinescenti amplessicauli.

## Usi

### Farmacia
- Sostanze presenti: saponine, inulina, resina, gomma, tannini, saccarosio.
- Proprietà curative: diuretiche, spasmolitiche, galattofughe, sudorifere.
- Parti usate: la radice

### Cucina
La radice è commestibile, se bollita a lungo.

### Giardinaggio
Questa pianta spesso è usata per composizioni floreali secche in quanto mantiene il suo bel colore per diverso tempo. Ma è anche usata nel giardino roccioso (le prime notizie sulla sua introduzione nei giardini europei risalgono al 1650) in quanto richiede poche cure: può sopportare senza problemi temperature minime anche molto rigide.

## Curiosità
Il celebre pittore tedesco Albrecht Durer (1471-1528) si raffigurò in un autoritratto giovanile (1493) con un fiore di Eringio (Autoritratto con fiore d'Eringio, Parigi, Louvre).

## Galleria d'immagini

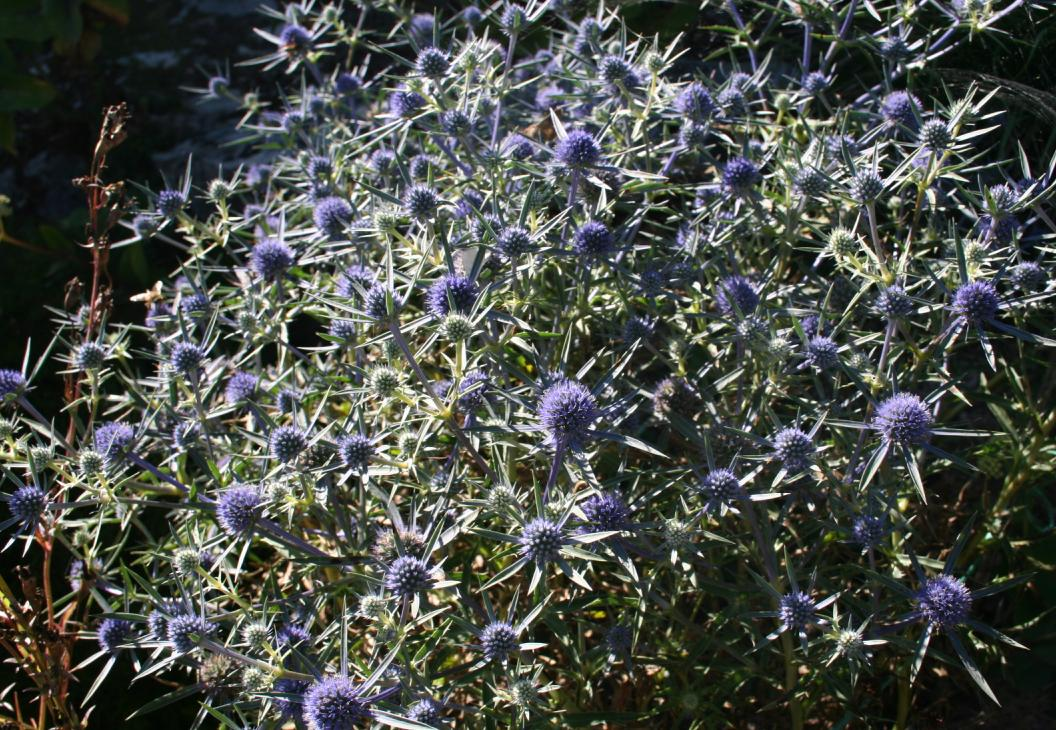
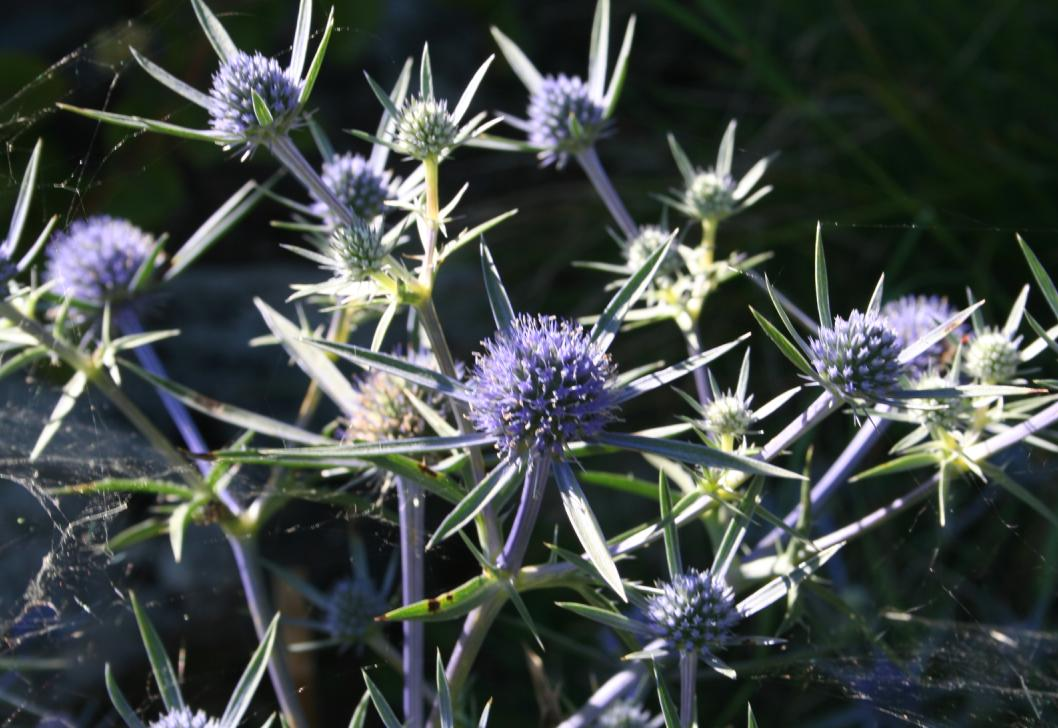
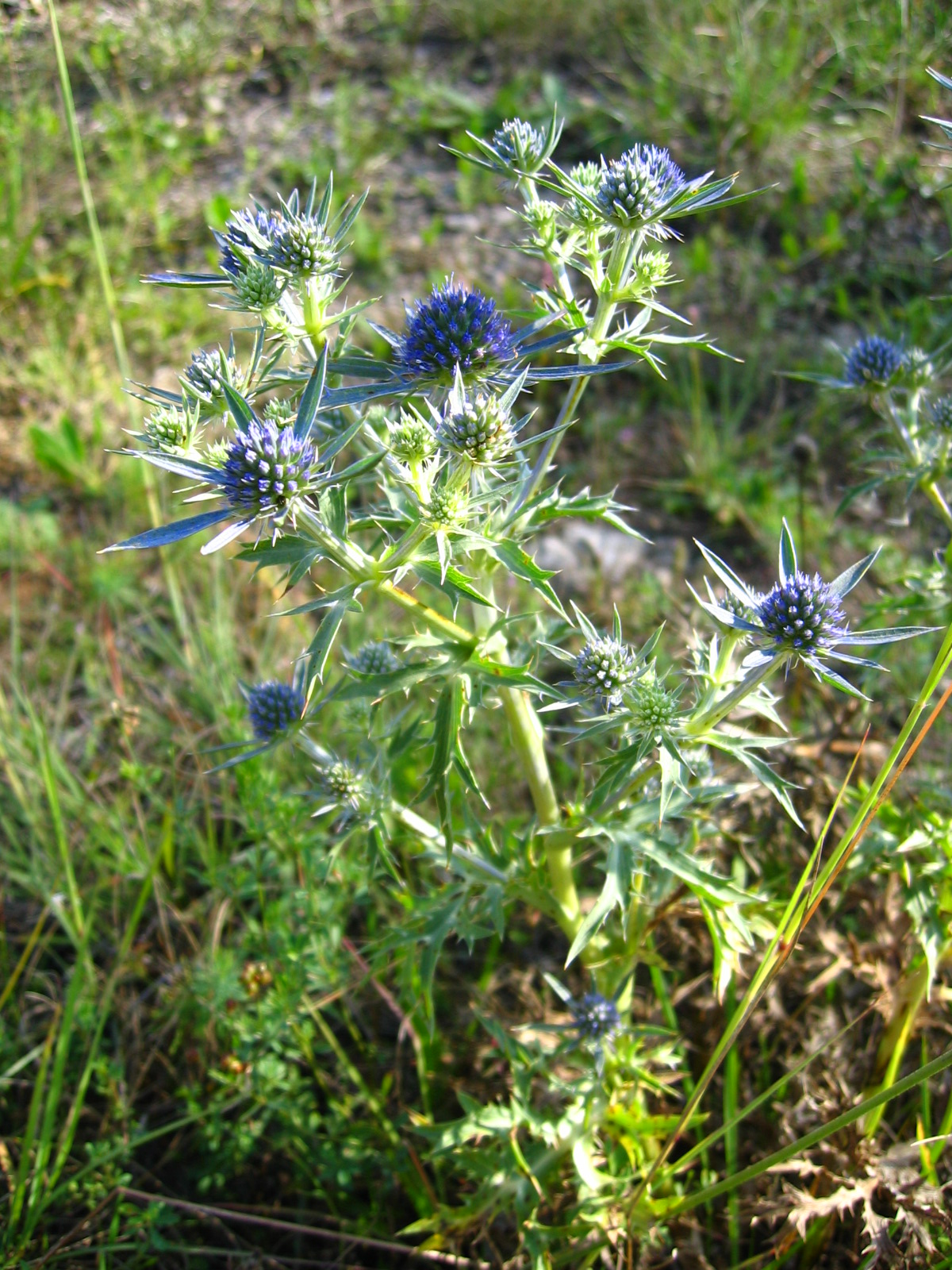
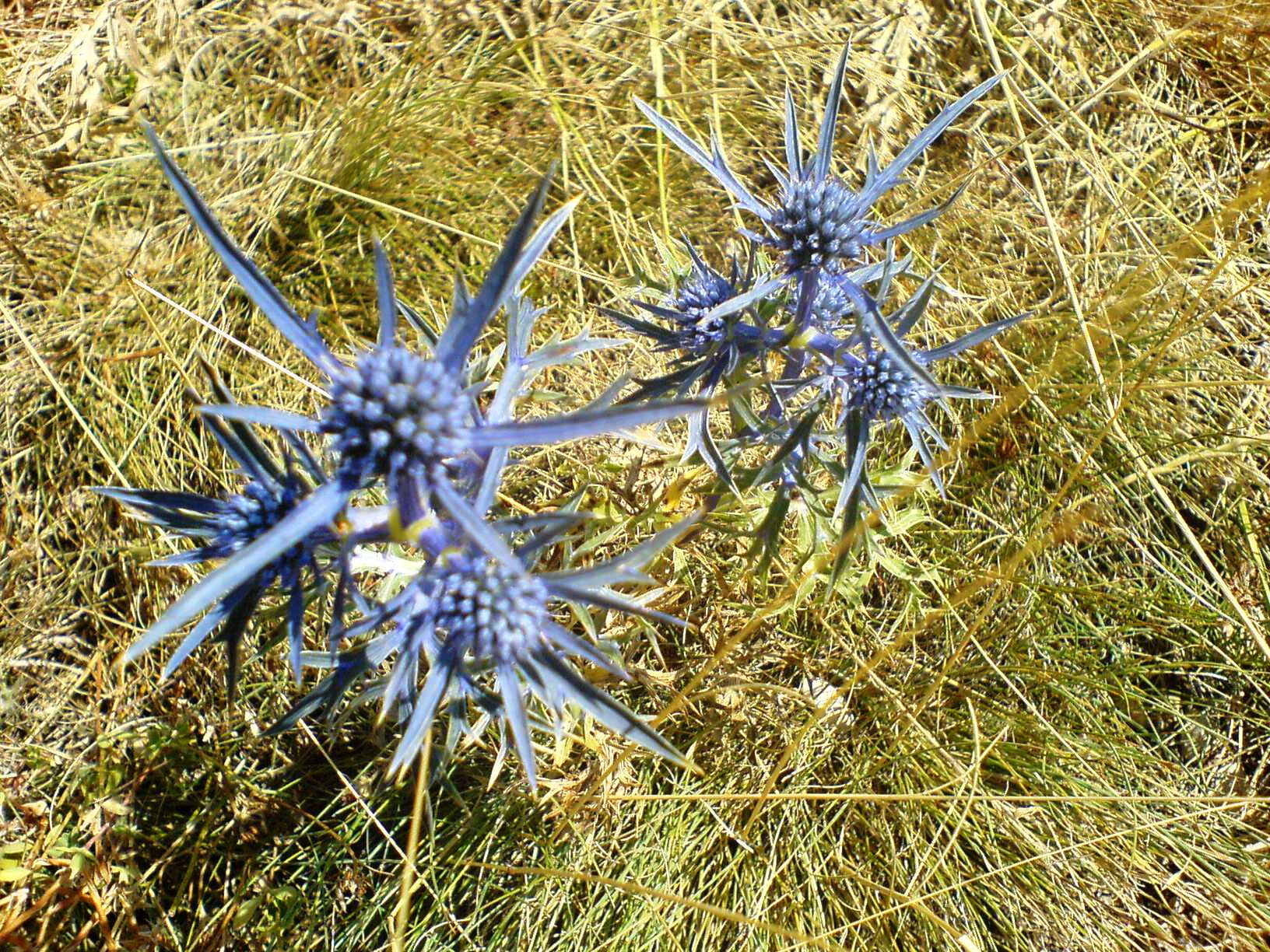
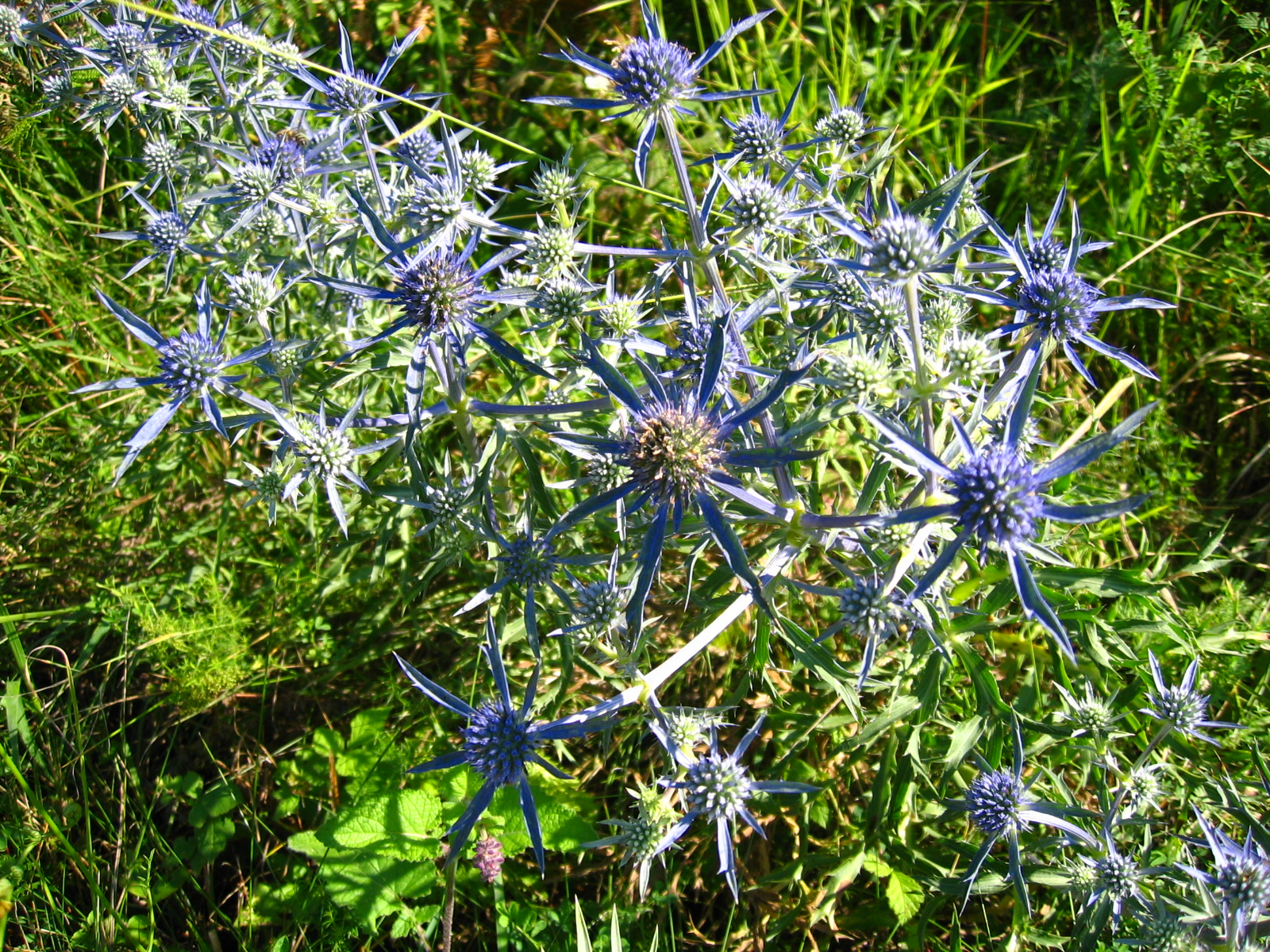
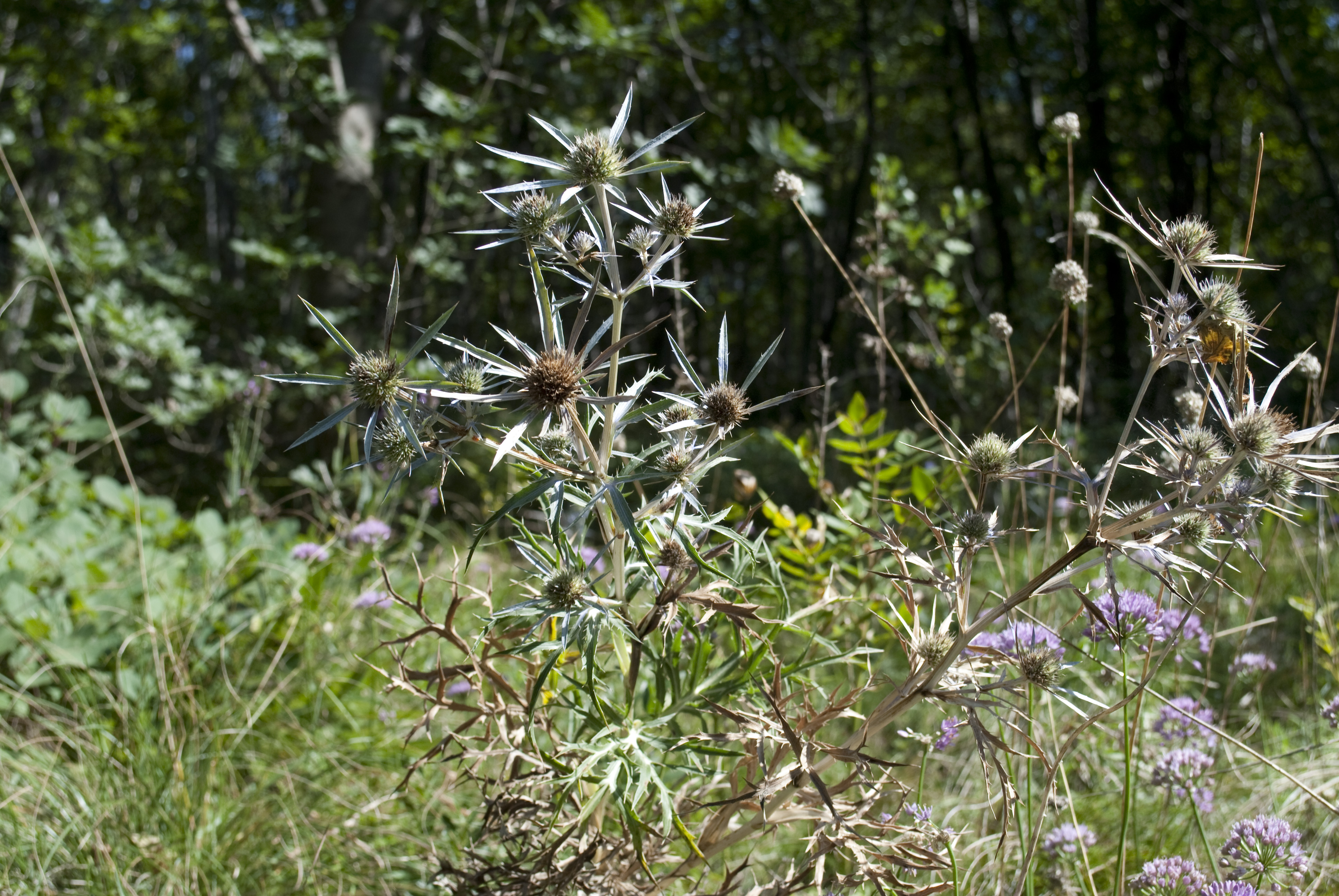